# Lípa svobody (Velká Bíteš)
Město Velká Bíteš má dva jubilejní stromy - Lípy svobody - které připomínají význačné události: Založení Československa a jeho padesáté výročí.

## Lípa svobody z roku 1919
První (starší a známější) byla roste na náměstí před budovou radnice, kde byla vysazena po první světové válce na památku založení Československa. Bližší informace zapsal místní rodák profesor Karel Hustý:
| „                      | Po převratu 1918 přišla výzva, aby se všude na náměstích a návsích v našich obcích vysazovaly na památku vytvoření samostatné Československé republiky lípy Svobody. I u nás se představitelé města shodli, že ta učiní a určili místo před radnicí. Usnesení o tom přijalo obecní zastupitelstvo na jaře roku 1919. | “ |
| — profesor Karel Hustý | |   |

Profesor Hustý dále uvádí, že v té době měl na zahradě měšťanky ovocnou školku, kde vypěstoval i tři malolisté lípy. Jeho otec, ředitel měšťanky a člen obecního zastupitelstva, na lipky upozornil, a tak nejlepší z nich dostala místo na náměstí. Sázení si vzala na starost Tělocvičná jednota Sokol a 21. dubna 1919 dostala lípa slavnostně nové místo a jméno.
| „                            | Kdykoli přijedu do Bíteše, vždy se dívám na „svou“ lípu, která mi připomíná zahrádku mého dětství. Vím, že až dosud nikdo neznal historii původu tohoto krásného stromu. Tuto vzpomínku píši roku 1986 a jsem o třináct roků starší než tato lípa. | “ |
| — profesor Karel Hustý, 1986 | |   |

## Lípa svobody z roku 1968
Druhá lípa také roste na náměstí, ale poblíž sochy svatého Jana Nepomuckého. Připomíná 50. výročí založení Československé republiky. Výzvu k celostátnímu vysazování lip tehdy rozeslal Sbor ochrany přírody při národním muzeu v Praze. Zasazena byla večer před 28. říjnem 1968.